# 椹梨村
椹梨村（くわなしむら）は、広島県豊田郡にあった村。現在の三原市の一部にあたる。

## 地理
- 河川：椋梨川[1]

## 歴史
- 1889年（明治22年）4月1日、町村制の施行により、豊田郡上草井村、下草井村、大具村、椋梨村が合併して村制施行し、椹梨村が発足[2][3]。
- 1936年（昭和11年）3月10日、豊田郡豊田村大字小田と大字椋梨との境界を変更[2][3]。
- 1955年（昭和30年）3月31日、豊田郡大草村、豊田村（一部）、世羅郡神田村と合併し、町制施行し豊田郡大和町を新設して廃止された[2][3]。

### 地名の由来
『和名類聚抄』に記載の椹梨（むくなし）郷に比定される地で、椹梨を「くわなし」と読んだもの。